# Уланиха
Уланиха — деревня в Нерехтском районе Костромской области. Входит в Пригородное сельское поселение.

## География
Деревня находится в юго-западной части Костромской области, в подзоне южной тайги, при реке  Солоница. 

### Климат
Климат характеризуется как умеренно континентальный, с продолжительной холодной многоснежной зимой и коротким сравнительно тёплым летом. Средняя температура воздуха самого холодного месяца (января) — −11,8 °C (абсолютный минимум — −46 °C); самого тёплого месяца (июля) — 17 °C (абсолютный максимум — 37 °С). Безморозный период длится около 125 дней. Продолжительность периода активной вегетации растений (выше 10 °C) составляет примерно 127 дней. Годовое количество атмосферных осадков — 491 мм, из которых большая часть выпадает в тёплый период. Снежный покров держится в течение 150 дней.

## История
Деревня Уланиха была составлена из привезённых помещиками из разных мест крестьян и название своё получила по расположению рядом конных войск — улан. В деревне располагались два посада и назывались по фамилиям помещиков — первый посад назывался Приклонские, а второй — Бизеевские.

## Население
| 2008 | 2010 | 2014 |
| ---- | ---- | ---- |
| 99   | ↘76  | ↗95  |

Население на 2022 год составляет 69 человек.

## Инфраструктура
Личное подсобное хозяйство с зоной сельскохозяйственного использования, индивидуальная застройка усадебного типа.

## Транспорт
Деревня доступна автотранспортом.